# Jacques Donnat
Pour les articles homonymes, voir Donnat.
Jacques Donnat (Montpellier, 24 mai 1742-Montpellier, 10 juillet 1824), est un architecte français.

## Biographie
On lui doit, en collaboration avec son maître et beau-père Jean-Antoine Giral, la place du Peyrou à Montpellier. 
Il a aussi restauré le Palais des archevêques de Narbonne et la Cathédrale Saint-Jean-Baptiste d'Alès et a tracé plusieurs routes du Vivarais. 